# Горбуново (Челябинская область)
Горбуново — упразднённая деревня в Нязепетровском районе Челябинской области России.
9 июня 1919 года была занята 39-м Нижегородским стрелковым полком С. В. Домолазова 5-й стрелковой дивизии.
На момент упразднения входила в Шемахинский сельский совет.
По состоянию на 1970 год в деревне проживало 40 человек и работало отделение Ташкиновского совхоза.
Упразднена и исключена из учётных данных решением Облисполкома от 24 февраля 1987 года № 77 по причине выезда населения.
Находилась в 2,5 км от деревни Шайдала и в 2,3 км от деревни Ташкинова.